# Championnats du monde de cyclisme sur piste 1914
Navigation
Leipzig/Berlin 1913 Anvers 1920

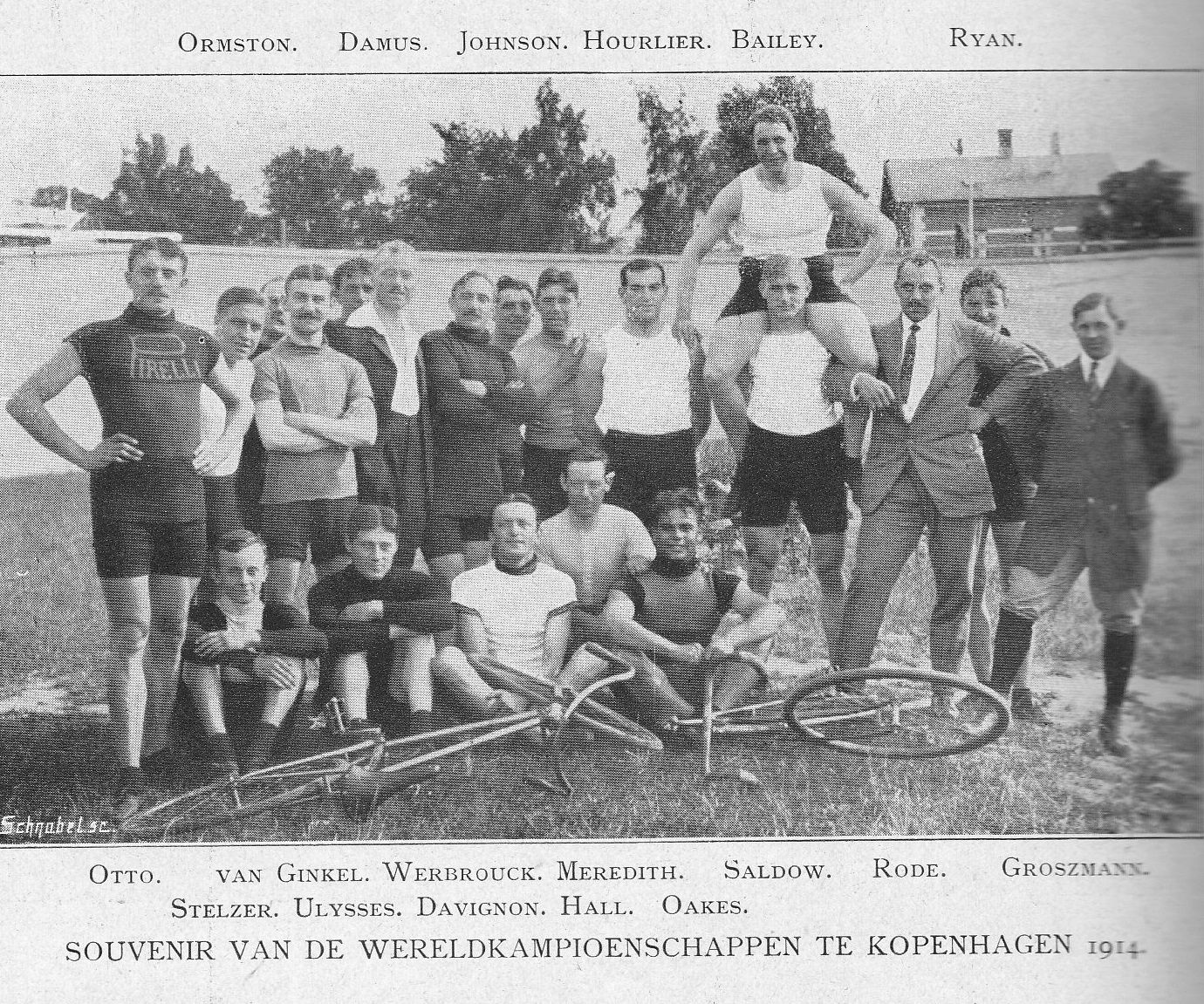
Photos de groupe des concurrents de ces mondiaux : William Ormston, xx Damus, Victor Louis Johnson, Léon Hourlier, William Bailey, Harry Edgar Ryan, Émile Otto, Jacques Van Ginkel, Joseph Werbrouck, Leon Meredith, Karl Saldow, Christel Rode, xx Groszmann, Walter Stelzer, Ulysses (Gerard Bosch van Drakestein), Sadi Davignon, Tommy Hall, xx Oakes

Les Championnats du monde de cyclisme sur piste 1914 ont eu lieu le 2 août à Copenhague au Danemark. Les épreuves se sont déroulées au vélodrome d'Ordrup dans la banlieue nord de Copenhague.
Une seule épreuve pour les hommes a pu aller au bout. D'autres épreuves prévues sont annulées en raison du déclenchement de la Première Guerre mondiale qui entraîne le retour précipité des athlètes chez eux. 

## Résultats

### Podiums amateurs
| Compétition | Or                      | Argent                      | Bronze                         |
| ----------- | ----------------------- | --------------------------- | ------------------------------ |
| Demi-fond   | Cor Blekemolen Pays-Bas | Jacques Van Ginkel Belgique | Walter Stelzer Empire allemand |

## Tableau des médailles
| Rang | Nation    | Or | Argent | Bronze | Total |
| ---- | --------- | -- | ------ | ------ | ----- |
| 1    | Pays-Bas  | 1  | 0      | 0      | 1     |
| 2    | Belgique  | 0  | 1      | 0      | 1     |
| 3    | Allemagne | 0  | 0      | 1      | 1     |

## Liste des engagés
Liste des adhésions parvenues au Dansk Bicycle Club, société organisatrice :
- Championnat de 100 kilomètres amateurs :
  -  Léon Meredith
  -  C. Blekelmolen
  -  Axel Beyer (de), Walter Stelzer
  -  Herman Kjeldsen

- Championnat de vitesse un kilomètre amateurs : 
  -  Joseph Werbrouck, G. Werbrouck
  -  William Ormston (en), Victor Johnson, Harry Ryan, W. H. Webster, A. G. M. Oakes
  -  Gerard Bosch van Drakestein (Ulysses)
  -  Henri Bellivier
  -  Carteri
  -  Erich Ohlin, Tage Carlsson
  -  Ernest Kauffmann
  -  Rich, Gottschalck, Carl Schmitchen, Christel Rode (de), E. Damus, Otto Reinhardt, Heiz Walther, Alex Benscheck[3], Max Adomat, Kurt Lehmann, Erich Liebnow.
  -  N. Kjeldsen, Wind-Hansen, Schroeder, Niggo Christensen, Axel Nielsem, Naldd Mactsen, Axger Jiserjensem, Antowfensen, Rossberg, Olsen Claisen

- Championnat des 100 kilomètres : 
  -  Shepherd
  -  Victor Linart
  -  Tommy Hall
  -  Paul Guignard
  -  Albert Schipke, Willy Appelhans, Karl Saldow, Paul Thomas (cyclisme) (de)
  -  Ottocar Sykora

- Championnat de vitesse un kilomètre professionnels :
  -  Charles Piercey (en)
  -  Émile Otto (de)
  -  William Bailey
  -  Léon Hourlier, Gabriel Poulain, André Perchicot
  -  Guus Schilling
  -  Amedeo Polledri[4], Francesco Verri
  -  Eugen Stabe (de), Willy Lorenz, Otto Meyer (cyclisme), Bruno Wegener (de), Techmer, Süßemilch, Rudel, Grossmann, Hoffmann
  -  Emanuel Kudela